# Hypena cruca
Hypena cruca är en fjärilsart som beskrevs av Embrik Strand 1920. Hypena cruca ingår i släktet Hypena och familjen nattflyn. Inga underarter finns listade i Catalogue of Life.